# Taczanowskia mirabilis
Taczanowskia mirabilis är en spindelart som beskrevs av Simon 1897. Taczanowskia mirabilis ingår i släktet Taczanowskia och familjen hjulspindlar. Inga underarter finns listade i Catalogue of Life.